# Хобарт, Роберт, 4-й граф Бакингемшир
Роберт Хобарт, 4-й граф Бакингемшир (англ. Robert Hobart, 4th Earl of Buckinghamshire; 6 мая 1760 – 4 февраля 1816) — британский аристократ и политик, носил титул граф Бакингемшир (с 1804 года).

## Биография
Роберт Хобарт был старшим из детей в семье Джорджа Хобарта, 3-й графа Бакингемшир и его жены Альбинии Берти, дочери лорда Вере Берти.
Получил образование в Вестминстерской школе, а затем учился в Старсбургской военной академии, по окончании которой получил звание прапорщика. В том же году отправился в Тринадцать колоний, где участвовал в войне с колониями, по окончании которой он звание майора. Вернувшись на родину, он стал членом Ирландского парламента с 1784 по 1797 годы от трёх избирательных округов.
В Ирландии Роберт работал на нескольких должностях, став в 1789 году главным секретарём Ирландии. Незадолго до этого, в 1788 году он был избран в парламент Великобритании, членом которого был в течение восьми лет. Хобарт активно работал в двух парламентах, обсуждая в британском парламенте вопросы, касающиеся Ирландии.
В октябре 1793 года Роберт был назначен колониальным губернатором Мадраса, в должность которого вступил в сентябре 1794 года. Пребывание на посту губернатора подорвало его репутацию, поскольку его действия вызывали недовольство колониальной администрации. После возвращения в Великобританию, он занимал несколько должностей, среди которых были министр по военным и колониальным делам (1801—1804), канцлер герцогства Ланкастерского (1805, 1812), генеральный почтемейстер (1806—1807) и президент совета управления Ост-Индийской компании (1812—1816).
Скончался 4 февраля 1816 года, в возрасте 55 лет, после падения с лошади.

## Семья
Его первой женой была Маргарет Бурк, дочь Эдмунда Бурка; у пары было двое детей.
Его второй женой стала Элеанор Иден, дочь Уильяма Идена, барона Окленд; брак был бездетным.

## Память
В его честь был назван город Хобарт, ставший столицей австралийского штата Тасмания.